# Закалінкі
Закалінкі (пол. Zakalinki) — село в Польщі, у гміні Константинів Більського повіту Люблінського воєводства. Населення — 508 осіб (2011).

## Історія
За даними етнографічної експедиції 1869—1870 років під керівництвом Павла Чубинського, у селі переважно проживали греко-католики, які розмовляли українською мовою.
У 1975—1998 роках село належало до Білопідляського воєводства.

## Демографія
Демографічна структура станом на 31 березня 2011 року:
|          | Загалом | Допрацездатний вік | Працездатний вік | Постпрацездатний вік |
| -------- | ------- | ------------------ | ---------------- | -------------------- |
| Чоловіки | 261     | 55                 | 167              | 39                   |
| Жінки    | 247     | 45                 | 146              | 56                   |
| Разом    | 508     | 100                | 313              | 95                   |